# جورج میلر (بازیکن فوتبال، زاده ۱۹۹۸)
جورج میلر (انگلیسی: George Miller؛ زادهٔ ۱۱ اوت ۱۹۹۸ بازیکن فوتبال اهل بریتانیا است.
از باشگاه‌هایی که در آن بازی کرده‌است می‌توان به باشگاه فوتبال میدلزبرو اشاره کرد.